# 大友稲荷
大友稲荷（おおともいなり）は新潟県新発田市にある稲荷神社である。

## 概要

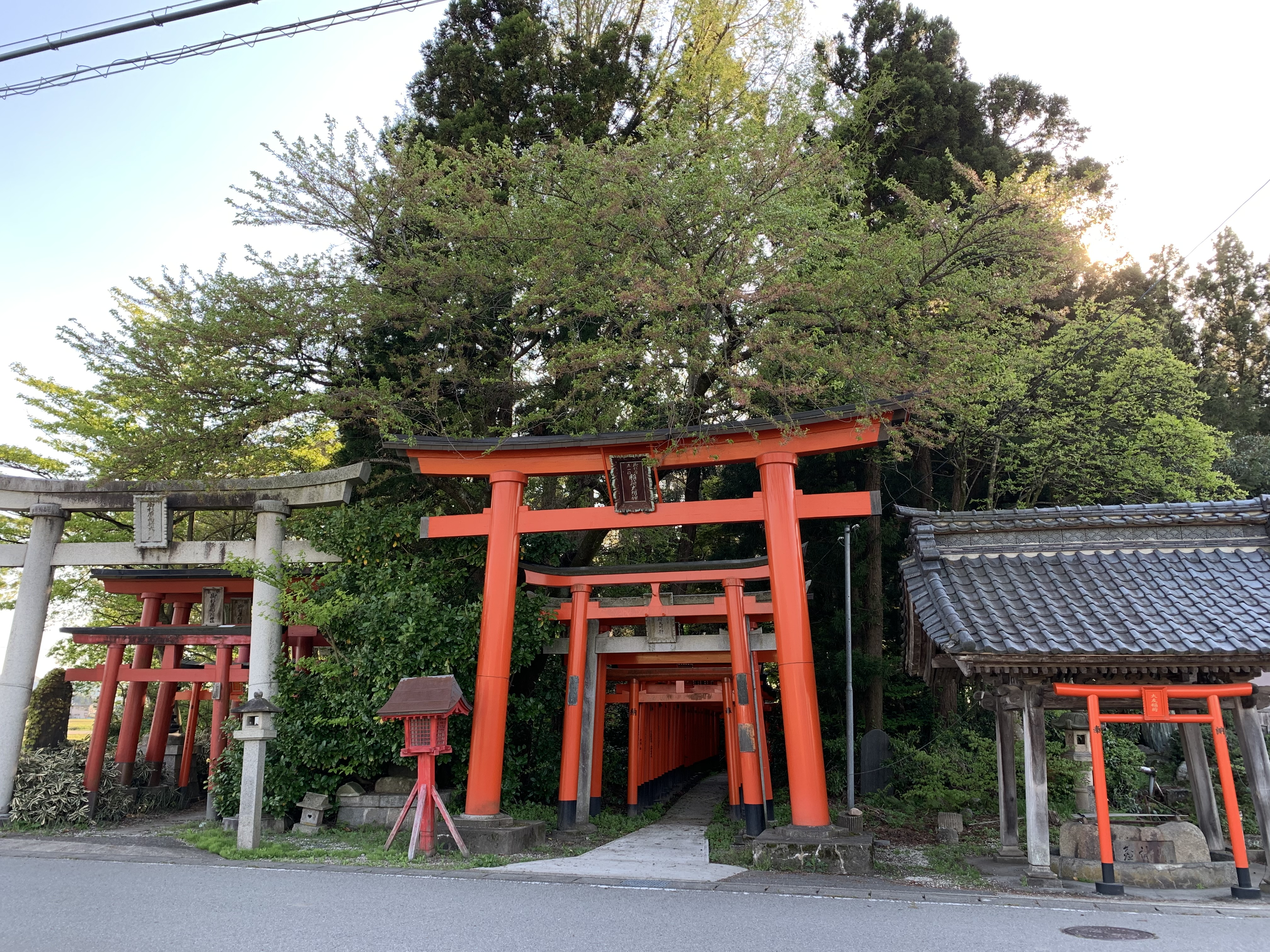
奥の院

建長年間（鎌倉時代）に領主大友実秀の発願により京都伏見稲荷大社の分霊を招請し創建された。
家内安全、商売繁盛、諸願成就を祈願に一年を通し県内外から多くの参拝者が訪れている。

## 参考資料
新発田市観光協会説明板

## 交通アクセス
2019年4月現在の情報を掲載する。
- JR新発田駅から川東コミュニティバス 利用（全便平日のみ運行）[1]。
  - 宮古木村中行（所要約25分）を利用し、「大友」下車後すぐ。ただし、1つ手前の「川東小」までは比較的本数があり、こちらは下車後、徒歩約15分。
- 日本海東北自動車道 聖籠新発田ICより車で20分。